# Michael Markussen
Michael Markussen (Roskilde, 9 de enero de 1955) es un deportista danés que compitió en ciclismo en las modalidades de pista, especialista en la prueba de puntuación, y ruta.
Ganó cinco medallas en el Campeonato Mundial de Ciclismo en Pista entre los años 1981 y 1990, y una medalla en el Campeonato Europeo de Ómnium de 1988.
Participó en dos Juegos Olímpicos de Verano, en Moscú 1980 ocupó el décimo lugar en el kilómetro contrarreloj y en Los Ángeles 1984 el quinto lugar en persecución por equipos y el noveno en puntuación.

## Medallero internacional
| Campeonato Mundial | Campeonato Mundial      | Campeonato Mundial | Campeonato Mundial |
| Año                | Lugar                   | Medalla            | Competición        |
| ------------------ | ----------------------- | ------------------ | ------------------ |
| 1981               | Brno (Checoslovaquia)   | Medalla de bronce  | Puntuación (A)     |
| 1982               | Leicester (Reino Unido) | Medalla de plata   | Puntuación (A)     |
| 1983               | Zúrich (Suiza)          | Medalla de oro     | Puntuación (A)     |
| 1988               | Gante (Bélgica)         | Medalla de bronce  | Puntuación (P)     |
| 1990               | Maebashi (Japón)        | Medalla de plata   | Puntuación (P)     |
| Campeonato Europeo |                         |                    |                    |
| Año                | Lugar                   | Medalla            | Competición        |
| 1988               | Copenhague (Dinamarca)  | Medalla de bronce  | Ómnium             |

1. ↑  Campeonato Europeo realizado sólo para la disciplina de ómnium.

## Palmarés en pista
- 1973
  - Campeón de Dinamarca júnior en Persecución
- 1983
  - Campeón del mundo en Puntuación amateur 
  - Campeón de Dinamarca amateur en Persecución por equipo s
- 1984
  - Campeón de Dinamarca amateur en Puntuación 
  - Campeón de Dinamarca amateur en Persecución por equipos
- 1985
  - Campeón de Dinamarca en Òmnium
- 1988
  - Campeón de Dinamarca en Òmnium
- 1989
  - 1.º en los Seis días de Perth (con Kim Eriksen)

## Palmarés en ruta
- 1972
  - Campeón de Dinamarca júnior en Contrarreloj por equipos
- 1977
  - Vencedor de una etapa a la Vuelta en la Baja Sajonia
- 1978
  - Vencedor de una etapa a la Milk Race
- 1979
  - Vencedor de 2 etapas a la Sealink Race
- 1981
  - Campeón de Dinamarca en Contrarreloj
- 1982
  - Vencedor de una etapa a la Sealink Race
- 1983
  - Campeón de Dinamarca en Ruta amateur 
  - Campeón de Dinamarca en Contrarreloj por equipos 
  - 1.º en la Fyen Rundt